# لویی سیهویوس
لویی سیهویوس (انگلیسی: Louie Psihoyos؛ زادهٔ ۱۹۵۷) یک عکاس و کارگردان اهل ایالات متحده آمریکا است. فیلم او خلیج کوچک برنده جایزه اسکار بهترین فیلم مستند شده است. وی همچنین برنده جوایزی همچون جایزه انجمن کارگردانان آمریکا شده است.